# 翁多河

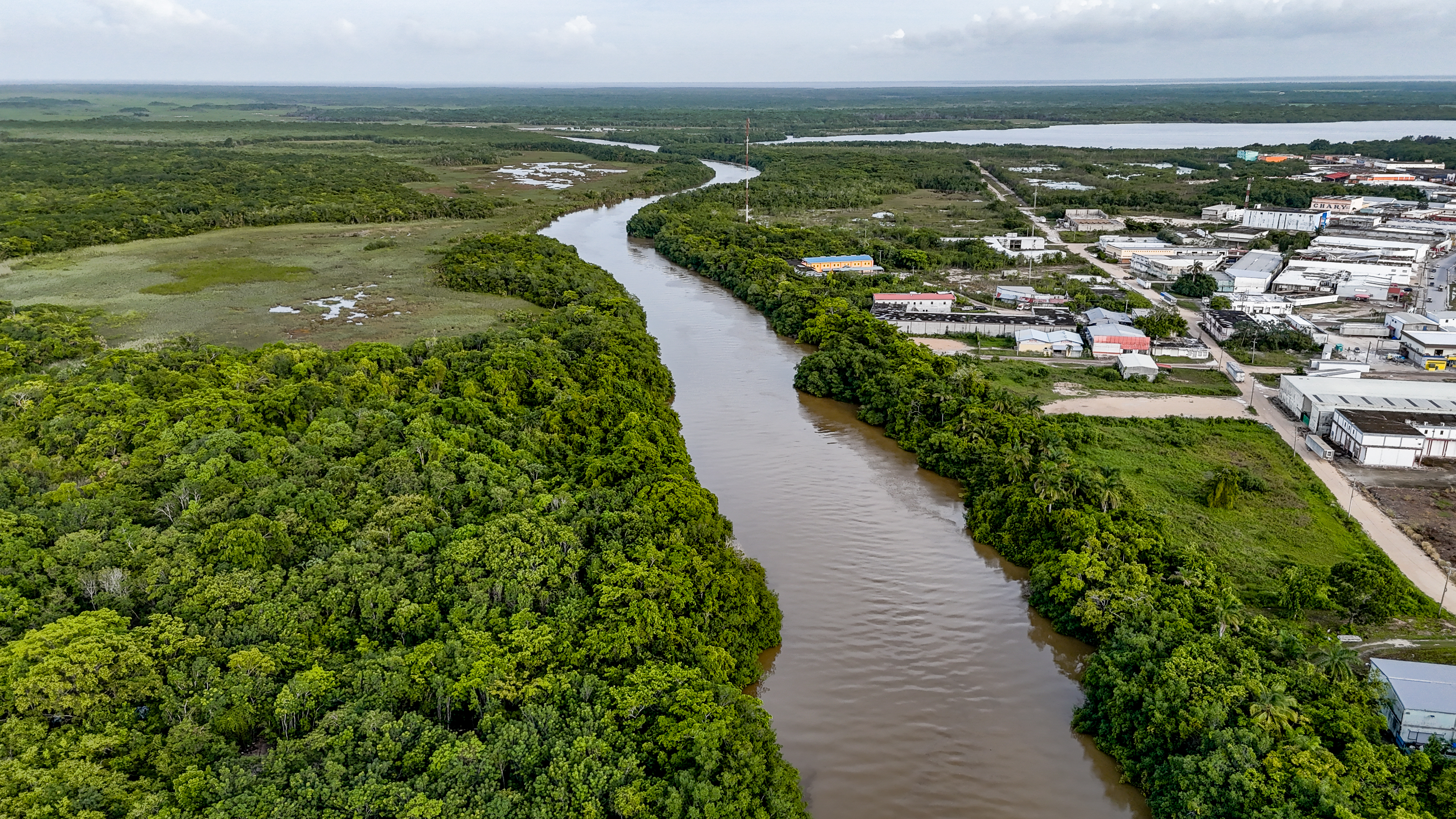
翁多河

翁多河（英語：Hondo River；西班牙語：Río Hondo）是中美洲的河流，位於伯利茲和墨西哥之間尤卡坦半島東部，河道全長209公里，流域面積13,500平方公里，最終注入加勒比海。

## 外部連結
- Map showing location